# Darwin Cubillán
Darwin Harrikson Cubillán Salom, conocido como Darwin Cubillán
(Bobures, Zulia, Venezuela, 15 de noviembre de 1972), es un exjugador de béisbol venezolano.

## Biografía
Originalmente firmado como agente libre por los Yankees en 1993, Cubillán ha jugado en las grandes ligas de béisbol para los Toronto Blue Jays, Rangers de Texas, Expos de Montreal y Orioles de Baltimore.
Cubillán jugó en Japón para los Hanshin Tigers de la Liga Japonesa de Béisbol Profesional desde 2005 hasta 2007. Jugó usando su nombre «Darwin», porque su último nombre, Cubillán, suena «Kubi yan» (クビやん) que significa «Él es despedido» en el dialecto de Kansai de Japón, y «Darwin» tiene la misma ortografía como el apellido de un naturalista inglés Charles Darwin. En 2008, firmó con el SK Wyverns en Corea del Sur, pero fue liberado durante la temporada.
En Venezuela jugó desde 1994 hasta 2001 con los Tigres de Aragua. Ese año, es traspasado a los Leones del Caracas en un cambio que involucró al receptor Wiklenman González. Con los melenudos estuvo hasta el año 2015, cuando fue dejado en libertad, intentando incorporarse sin éxito al equipo Bravos de Margarita. Desde entonces se incorporó a la liga de béisbol invernal de Nicaragua. Cubillán obtuvo tres anillos de campeón en Venezuela con los Cardenales de Lara (2001), Navegantes del Magallanes (2002) y Leones del Caracas (2010). 